# Maison des civilisations et de l'unité réunionnaise
La Maison des civilisations et de l'unité réunionnaise, ou MCUR, était un projet sur le territoire communal de Saint-Paul, dans l'ouest de l'île de La Réunion, département d'outre-mer français dans le sud-ouest de l'océan Indien. Équivalent local du Centre culturel Tjibaou, en Nouvelle-Calédonie, elle aurait dû mettre en lumière les différentes cultures à l'origine du peuplement de l'île en exposant des objets du quotidien qui constituaient et constituent toujours leur univers.

## Objectifs du projet
Sur un peu plus de 9 000 m2, la Maison des Civilisations et de l’Unité Réunionnaise, dessinée par le cabinet d’architectes français X-TU, devait être un grand centre culturel de l’océan Indien. Son espace d’exposition de 3 500 m2 (dont 2 400 m2 pour l’exposition permanente et 400 m2 pour les expositions temporaires) devait proposer aux visiteurs, à travers cinq séquences, de parcourir l’histoire du bassin civilisationnel dans lequel baigne l’île de La Réunion : l’océan Indien du Ve au XXe siècle.
La MCUR avait pour objectif d'être un centre culturel et un musée proposant une programmation originale, riche et ouverte. Des expositions, des spectacles, des projections de films, des conférences et des animations socioculturelles à destination du public
Depuis plusieurs années déjà, la MCUR propose des actions qui devaient préfigurer ses activités futures. En plus de partenariats avec d’autres institutions (l’Académie de La Réunion par exemple), elle proposait déjà : des actions éducatives et pédagogiques, des cycles de conférences, des participations et contributions à des festivals et diverses manifestations culturelles, et à la remise annuelle du titre « Zarboutan Nout Kiltir ».

## Débats relatifs au projet
Objet de polémique, ce projet porté par le conseil régional de La Réunion, dont le Parti communiste réunionnais détenait la majorité grâce à une coalition jusqu'en mars 2010, suscitait des réactions de rejet et de nombreuses personnes tentaient de s'y opposer. Des associations s'étaient créées afin de lutter contre ce qu'elles estimaient être un gaspillage de l'argent public. Lors de l'élection municipale du 27 septembre 2009 à Saint-Paul, la liste Réformons et progresser avait mis en tête de son programme le refus de construire la Maison des civilisations et de l'unité réunionnaise, elle a recueilli 1,06 % des suffrages exprimés[réf. nécessaire].
À la date du 14 mai 2009, les travaux n'ont pas démarré et risquent d'être retardés, le préfet Pierre-Henry Maccioni n'ayant pas déclaré le projet d'utilité publique. Il a par ailleurs demandé à Paul Vergès, président du conseil régional, de réduire les coûts. À la même époque, du 27 avril au 5 mai, l'institut LH2-DOM réalise un sondage dans lequel il ressort que 46 % de la population estime que la Maison des Civilisations et de l'Unité Réunionnaise est un lieu de mémoire indispensable. L'ouverture était à l'époque espérée pour courant 2011. Le 21 mars 2010 l'élection de Didier Robert (face à Paul Vergès) au conseil régional de la Réunion signe l'arrêt de mort du projet. La tactique choisie par Paul Vergès qui a pris le risque de faire de ces élections un « référendum » sur ses projets MCUR et Tram train face aux nombreuses oppositions a échoué.

## Remise de prix
La Région décerne annuellement depuis 2004 des prix appelés Zarboutan Nout Kiltir. Le premier titre a été remis au Rwa Kaf à titre posthume avant de l'être, l'année suivante, à Firmin Viry, à Granmoun Lélé, Gramoun Baba et Gramoun Bébé.
En 2009, alors que c'est désormais la MCUR qui en a la charge, ce sont le bal tamoul et le moringue qui ont été honorés à travers quatre Réunionnais : Alexis Marimoutou et Anacari Monneyen (bal tamoul) ; Maxime Narsama et Bachelier Siampirave (moringue). La cérémonie a eu lieu au conservatoire à rayonnement régional de Saint-Denis de La Réunion. Un grand Kabar a permis à des dizaines de groupes de maloya de s'exprimer durant toute la nuit.

## Reconnaissance du maloya comme patrimoine immatériel de l'humanité
Le 1er octobre 2009, le maloya est reconnu par l'UNESCO Patrimoine culturel immatériel de l'humanité . C'est la première fois qu'un élément de la culture réunionnaise est ainsi honoré par une organisation des Nations unies. Le dossier de candidature indiquait que : « la future Maison des Civilisations et de l’Unité réunionnaise, dont l’ouverture est prévue en 2011, a un rôle important à jouer. Dans les 9 000 m2 de cet équipement culturel construit sur 5 niveaux, c'est bien la culture réunionnaise vivante dans toutes ses dimensions, et en relation dialectique avec les cultures des sociétés d’où sont venus les Réunionnais, qui sera mise en valeur. Le maloya y sera particulièrement valorisé sous tous ses aspects et dans tous ses espaces. Cette reconnaissance et cette valorisation du maloya induiront aussi un net effet de sauvegarde de ce qui est devenu peut-être aujourd'hui l'élément le plus fragile : le culte aux ancêtres ».
Pour fêter l'inscription, le maloya était l'invité d'honneur le 17 octobre 2009 de la 6e édition de Zarboutan Nout Kiltir.